# Lago Ammer
Ammer (em alemão: Ammersee)[a] é um grande lago a sudoeste de Munique na alta Baviera, Alemanha. A sua altitude é de 520 metros. Com uma área de 47 km², é o sexto maior lago da Alemanha. É atravessado pelo rio Ammer um afluente do rio Isar, e muda de nome para rio Amper quando sai do lago.

## Ecologia, biologia e conservação
A qualidade da água, que estava ameaçada na década de 1960, foi significativamente melhorada por medidas abrangentes de remediação de águas residuais, tais como a construção de uma rede circular, a entrada em funcionamento da estação de tratamento de águas residuais em Eching em 1971 e a reabilitação das estações de tratamento de águas residuais na bacia hidrográfica do Ammer. Mais informações sobre a história e o desenvolvimento da estação de tratamento de águas residuais de Eching são fornecidas pela AWA-Ammersee, que gerencia a água potável e as águas residuais na região. Desde meados da década de 1980, a carga de nutrientes da água passou da faixa eutrófica para a mesotrófica, o que significa que a carga de nutrientes é baixa a moderada, a produção de algas é moderada e a profundidade visual média é superior a 2 m. O uso do Ammersee como água balnear está, portanto, garantido a longo prazo.
Entre os peixes que vivem no lago, é conhecida uma espécie endêmica de peixe branco (Coregonus bavaricus), uma espécie de peixe branco encontrada principalmente nos lagos pré-alpinos, cuja ocorrência levou a uma longa tradição de exploração pesqueira bastante intensiva do lago. O lago também é o habitat da espécie vulnerável de salvelino de águas profundas Salvelinus evasus [en]. O salvelino de águas profundas é altamente sensível às mudanças na qualidade da água e algumas espécies, como Salvelinus neocomensis [en] e Salvelinus profundus, foram recentemente levadas à extinção em outros lagos europeus. Em 2010, foi descrita até mesmo uma nova espécie de peixe, o Ammersee Kaulbarsch (Gymnocephalus ambriaelacus),[7] que também é encontrado apenas no Ammersee.
Com as reservas naturais Vogelfreistätte Ammersee-Südufer (onde também se localiza a Schwedeninsel), Seeholz e Seewiese, bem como Ampermoos, o Ammersee é uma das sete zonas húmidas de importância internacional na Baviera, de acordo com a chamada Convenção de Ramsar. Na margem ocidental, o acesso à margem está fechado ao público em geral, exceto em pequenos trechos, mas quase toda a margem oriental está aberta ao público. Grandes áreas da margem ainda se encontram em estado quase natural, mas os antigos canaviais densos diminuíram significativamente desde o final da década de 1960. Em contrapartida, a poluição por microplásticos aumentou.